# ベン・ウィルモット
ベン・ウィルモット（Ben Wilmot 、1999年11月4日 - ）は、イングランド・ハートフォードシャー州スティーブニッジ出身のプロサッカー選手。ワトフォードFC所属。ポジションはDF。

## 経歴

### クラブ
地元クラブであるスティヴネイジFCのアカデミー出身。2017年4月にプロ契約を結び、同年10月のミルトン・キーンズ・ドンズFC戦でプロデビューを果たした。
2018年5月、プレミアリーグのワトフォードFCと5年契約を結んだ。2019年1月、セリエAのウディネーゼ・カルチョにシーズン終了まで期限付き移籍。2019年7月、今度はEFLチャンピオンシップのスウォンジー・シティAFCに期限付き移籍。

### 代表
スティヴネイジFCに所属していた2018年3月、UEFA U-19欧州選手権の予選に出場し、クラブ史上初めてのユース代表選手となった。U-20およびU-21代表でもプレーしている。